# Schistura quasimodo
 Schistura quasimodo és una espècie de peix de la família dels balitòrids i de l'ordre dels cipriniformes.

## Morfologia
- Cos cilíndric, de color marró fosc i amb 6-8 franges amples i fosques.
- Cap pla i de perfil punxegut, musell deprimit i boca subterminal.
- Els mascles poden assolir els 4,9 cm de longitud total.
- 8,5 radis ramificats a l'aleta dorsal i 5,5 a l'anal.
- Aleta caudal dentada, amb 9+8 radis ramificats i amb una franja negra a la base.
- Aleta dorsal amb dues grans taques negres al llarg de la base.[2][3]

## Hàbitat i distribució geogràfica
És un peix d'aigua dolça, bentopelàgic i de clima tropical, el qual viu al nord de Laos: la conca del riu Nam San (afluent del riu Nam Ngum).

## Amenaces
Les seues principals amenaces són la construcció de preses, la desforestació, les activitats agrícoles i llurs impactes medioambientals (erosió del sòl, sedimentació i contaminació de l'aigua) i la mineria d'or i de ferro.